# Opisthoscelis serrata
Opisthoscelis serrata är en insektsart som beskrevs av Walter Wilson Froggatt 1894. Opisthoscelis serrata ingår i släktet Opisthoscelis och familjen filtsköldlöss. Inga underarter finns listade i Catalogue of Life.